# پروتروچامپسا
پروتروچامپسا (نام علمی: ') نام یک سرده از تیره نخست‌کامپسایان است.